# Віджаядітья IV
Віджаядітья IV (*д/н — 921) — магараджа держави Східних Чалук'їв.

## Життєпис
Син магараджи Чалук'я Бхіми I. При народженні отримав ім'я Колабіганда. 921 року спадкував трон. Невдовзі повстала васальна держава Калінга, де панував Віджархашта III з Ранніх Східних Гангів. У вирішальній битві біля Віраджи військо Східних Чалук'їв здобуло перемогу, але Віджаядітья IV отримав смертельне поранення, померши під час або невдовзі після битви.
Йому спадкував син Амма I.